# Aqsu (Balchaschsee)
Der Aqsu (kasachisch Ақсу; russisch Аксу́ Aksu) ist ein Zufluss des Balchaschsees im Gebiet Schetissu in Kasachstan.
Der Aqsu entspringt im Dsungarischen Alatau. Er verlässt das Bergland in nördlicher Richtung. Anschließend wendet sich der Fluss nach Westen und durchfließt im Unterlauf eine Wüstenlandschaft. Schließlich dreht der Aqsu nach Norden und mündet als Rinnsal in den Balchaschsee. Der Aqsu hat eine Länge von 316 km. Er entwässert ein Areal von 5040 km². Der Aqsu wird vom Schmelzwasser der Gletscher in seinem Quellgebiet gespeist. Die größten Abflüsse treten zwischen Mai und August auf. Das Wasser des Aqsu wird zur Bewässerung genutzt. Rechtsseitig mündet der Sarqan in den Aqsu.